# Senotainia litoralis
Senotainia litoralis är en tvåvingeart som beskrevs av Allen 1924. Senotainia litoralis ingår i släktet Senotainia och familjen köttflugor. Inga underarter finns listade i Catalogue of Life.